# 榆谷站 (两江道)
榆谷站（韓語：유곡역）是朝鮮民主主義人民共和國两江道白岩郡的一個鐵路車站，属于白茂线。

## 邻近车站
白茂线
榆坪洞站 - 榆谷站 - 罗迹站